# سیارک ۱۰۵۶۷۵
سیارک ۱۰۵۶۷۵ (به انگلیسی: 105675 Kamiukena، نامگذاری:2000ST42) صد و پنج هزار و ششصد و هفتاد و پنجمین سیارک کشف شده‌است که در ۲۶ سپتامبر ۲۰۰۰ کشف شد.